# Groupe sans gain
Groupe sans gain est un groupe de musique folk français, originaire de la Lorraine.

## Biographie
Le groupe est formé « par hasard » en 1964, au tout début du « revival » du folklore musical en France et en Europe. Ses compositions sont originales, souvent inspirées de thèmes traditionnels, et interprétées avec un mélange d'instruments anciens et modernes. Le nom du « Groupe sans gain » vient de sa structure en association à but non lucratif, les membres étant tous bénévoles et les « gains » permettant de payer les frais de fonctionnement.
Le Groupe Sans Gain fête son 50e anniversaire le vendredi 9 mai 2014 à l'Olympia. Le groupe revient le samedi 10 septembre 2016 à Bousse pour un bal folk. En septembre 2021, le groupe joue un bal folk à Vandœuvre-lès-Nancy en hommage à leurs membres disparus en 1983 Isabelle et Philippe. Au début de 2022, ils sont annoncés pour le samedi 12 mars 2022 à la Salle socio-culturelle d'Abainville et le 26 mars 2022 aux Fougères de Soultzeren.

## Style musical
Le groupe joue principalement au cours de bals folks, enchaînant des types variés de danses traditionnelles françaises et étrangères. Le public qui s'y retrouve est surtout composé d'habitués, de toutes les tranches d'âges et en général connaissant quelques danses parmi les plus répandues. Le nombre des bals animés par le groupe a dépassé les 800 en 2005 et atteindra les 1000 en 2015. Bien qu'ancré en Lorraine ou il anime de nombreux bals folk, Il participe également à de nombreux festivals partout en France et aussi à l'étranger (Canada, Belgique). La plupart des morceaux sont destinés à être dansés et sont donc associés à un type de danse. Beaucoup sont d'origine celtiques comme le kost ar c'hoad, le cercle circassien, la scottish ou l'an-dro, mais certains sont aussi d'autres régions de France comme la bourrée ou le branle, et du monde avec le korobushka, les cercles israéliens et autres mazurkas.
Le groupe s'est produit avec d'autres artistes renommés : Tri Yann, Carlos Núñez, Sonerien Du, Gilles Servat, Soldat Louis, etc. Il a influencé d'autres groupes folk, comme Élixir.

## Membres
- Jean-Paul Milion (Le PDG (Père Du Groupe)) — administration, voyages
- Gaëlle Gengenbach (présidente) — flûte traversière, chant
- Daniel Gengenbach — chant, accordéons
- Italo Primus — guitare, banjo, djembé
- Jean-Louis Mille — violon, nyckelharpa, mandoline
- Michaël Bour  — chant soliste, claviers
- Benoit Tronchin — guitare basse
- Stéphane Cartot — batterie
- Francis Birck — claviers
- François Brochet — accordéon, guitare, chant
- Anne Le Corre — bombarde

### Membres additionnels
- Didier Rapenne — uilleann pipe, bombarde, flûtes irlandaises
- François Marchal — cornemuse écossaise, veuze, biniou kozh
- Vincent Pelgrims — sonorisation
- Bernard Schons — technique
- Joëlle Valentin — technique, danse
- Françoise Belloni — responsable du stand de disques
- Esteban Medine — éclairages
- Véronique Muller — webmaster
- Marie-Josèphe Milion — voyages

## Discographie

### Albums studio
- 1986 : Bal folk (CD)
- 1998 : Convulsions
- 1999 : La Compil de l'an 2000 (double CD), renommé Cire tes souliers en 2000, reprend des titres parmi les albums épuisés des débuts
- 2001 : Folk nuit blanche
- 2005 : 40 (pour les quarante ans du groupe)
- 2006 : Folk à plein pot.... suite ! (danses pour les enfants)
- 2009 : Rue folk dingue

### Album live
- 2014 : 50 ans à L'Olympia

### EP et cassettes
- 1981 : Cire tes souliers (33 tours)
- 1983 : La Chouillogougou (33 tours)
- 1983 : La Valse de Fontenoy la Joute (45 tours)
- 1985 : Le Mercenaire (33 tours/K7)
- 1986 : Folk à plein pot (33 tours/K7, CD réédité en 1999)
- 1988 : En public (cassette)
- 1989 : Belle méfie toi ! (33 tours, K7/CD)
- 1992 : Embuscades (K7/CD)
- 1998 : Les Petits cochons (CD 3 titres)

### Participations
- 1984 : Chanteurs et musiciens de Lorraine (33 tours collectif)
- 1999 : 10 de Lorraine (CD collectif)